# Roos Vanotterdijk
Roos Vanotterdijk (7 gennaio 2005) è una nuotatrice belga.

## Biografia
Vanta sei medaglie europee (un oro, due argenti e tre bronzi) a livello giovanile. Nel 2022, a diciassette anni, viene convocata per gli europei di Roma.
Nel 2024, agli europei di Belgrado, vince i 100 metri farfalla con il crono di 57"47 (nuovo record nazionale), davanti alla greca Georgia Damasioti ed alla svedese Sara Junevik. In questo modo diventa la prima nuotatrice belga a conquistare un oro continentale dal 1995. Nel corso della stessa rassegna ottiene anche una medaglia d'argento nei 50 metri farfalla ed un bronzo nei 100 metri dorso.
Nel 2025 prende parte ai mondiali di Singapore, dove il 28 luglio sale sul secondo gradino del podio nei 100 metri farfalla, alla spalle della statunitense Gretchen Walsh. Il 2 agosto vince anche la medaglia di bronzo nei 50 metri farfalla.

## Palmarès
- Mondiali

Singapore 2025: argento nei 100m farfalla e bronzo nei 50m farfalla.
- Europei

Belgrado 2024: oro nei 100m farfalla, argento nei 50m farfalla, bronzo nei 100m dorso.
- Europei U23

Šamorín 2025: oro nei 50m dorso, nei 50m farfalla e nei 100m farfalla, argento nei 50m sl e nei 100m dorso.
- Europei giovanili

Roma 2021: bronzo nei 50m farfalla.
Otopeni 2022: oro nei 100m farfalla, argento nei 100m dorso e nei 50m farfalla, bronzo nei 100m sl e nei 50m dorso.
- EYOF

Baku 2019: argento nei 100m farfalla